# ГЕС Ой/Шін-Ой
ГЕС Ой/Шін-Ой (大井発電所/新大井発電所) – гідроенергетичний комплекс в Японії на острові Хонсю. Знаходячись між ГЕС Очіай/Шін-Очіай (36,6 МВт, вище по течії) та ГЕС Касагі (41 МВт), входить до складу каскаду у сточищі річки Кісо, яка за десяток кілометрів на захід від Нагої впадає до затоки Ісе (Внутрішнє Японське море). 

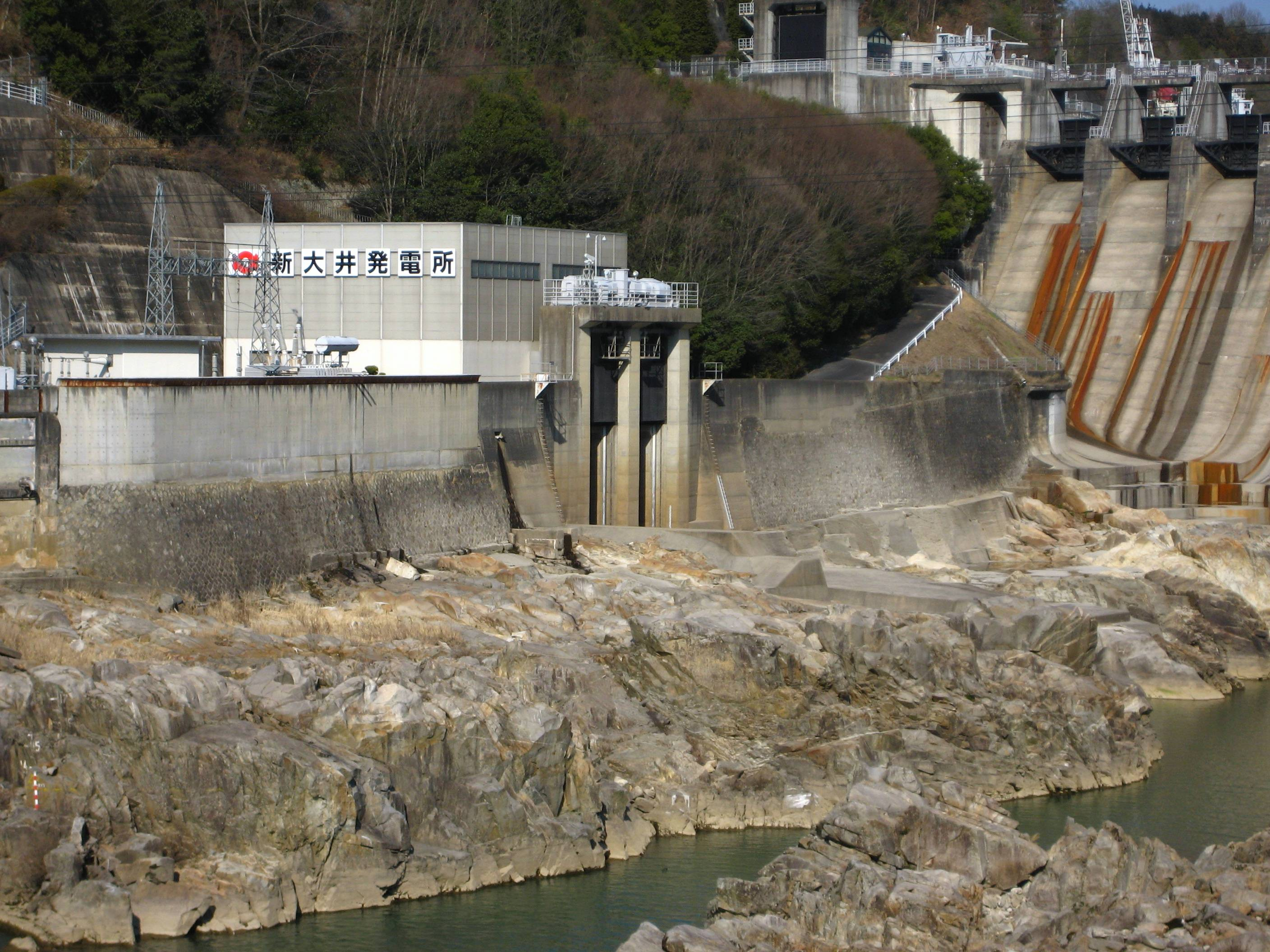
Машинний зал станції Шін-Ой (1983)

В межах проекту річку перекрили бетонною гравітаційною греблею Ой висотою 53 метра та довжиною 276 метрів, яка потребувала 153 тис м3 матеріалу. Вона утримує водойму з площею поверхні 1,41 км2 і об’ємом 29,4 млн м3 (корисний об’єм 9,3 млн м3). 

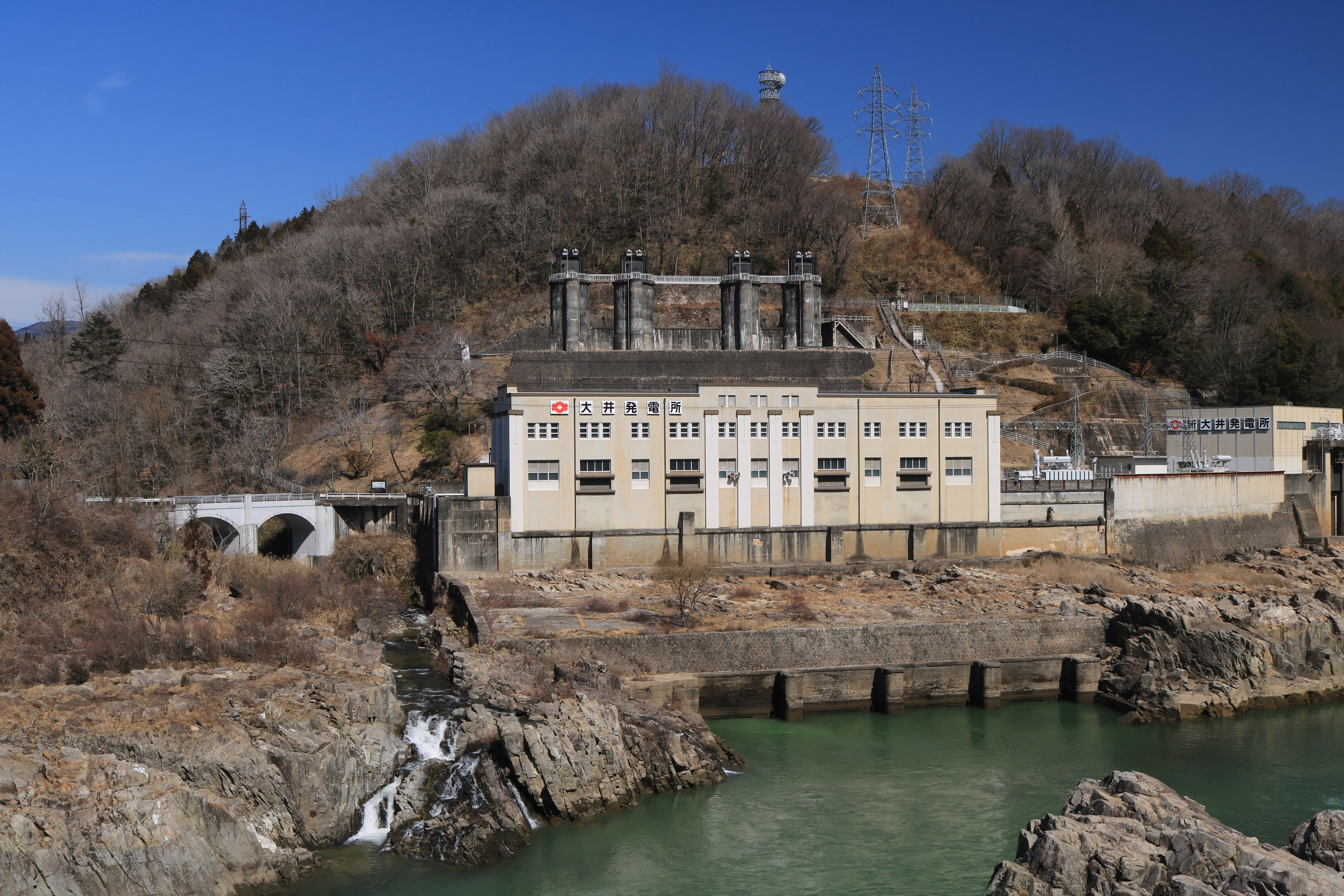
Машинний зал станції Ой (1924)

Від греблі по правобережжю проклали підвідний тунель довжиною 0,7 км з діаметром 2,7 км, який переходить у чотири короткі – по 75 метрів – напірні водоводи зі спадаючим діаметром від 3,7 до 3,1 метра. В системі також працюють чотири вирівнювальні резервуари висотою по 26 метрів з діаметром 5 метрів. Машинний зал ввели в експлуатацію на у 1924-му з чотирма турбінами типу Френсіс загальною потужністю 42,9 МВт. У 1938-му цей показник підвищили до 48 МВт, а в 1997-му довели до 52 МВт. 
На початку 1980-х комплекс доповнили другим машинним залом Шин-Ой, обладнаним однією турбіною типу Френсіс потужністю 33 МВт. Ресурс до нього надходить через напірний водовід довжиною 0,13 км зі спадаючим діаметром від 5,4 до 4,5 метра. 
Гідроагрегати першої черги використовують напір у 42,4 метра, тоді як другий машинний зал розрахований на показник у 44 метра. 
На електростанцію також подається додатковий ресурс із річки Вадагава, яка впадає праворуч до Кісо одразу після машинних залів. Для цього по лівобережжю Вадагави проклали дериваційний тунель довжиною 1,5 км з перетином 1,2х1,7 метра.